# 阿尔迪科·马尼尼
阿尔迪科·马尼尼（義大利語：Ardico Magnini，1928年10月21日—2020年7月3日），意大利男子足球运动员，场上位置是后卫。他曾代表意大利国家队参加1954年国际足联世界杯，结果获得第十名。